# Финляндия на «Евровидении-1963»
Финляндия на конкурсе песни Евровидение 1963, проходившем в Лондоне, была представлена двадцатидевятилетней певицей Лайлой Халме, исполнившей песню «Muistojeni laulu».

## Отбор
Окончательный отборочный конкурс финская телерадиокомпания провела YLE 14 февраля. В нём приняли участие восемь исполнителей, которые оценивались посредством голосования десяти членов профессионального жюри.

### Список участников
1. Эркки Лииканен — «Pimpula vei» (6 место, 272 балла)
2. Ирмели Мякела — «Muistojeni laulu» (1 место, 331 балл)
3. Тапио Лахтинен — «Malaga» (7 место, 269 баллов)
4. Пярре Форерс — «Niin kuin ruusu» (8 место, 258 баллов)
5. Лассе Мортенсон — «Kaikessa soi blues» (2 место, 315 баллов)
6. Лайла Халме — «Olen mikä olen» (3 место, 298 баллов)
7. Лассе Лиемола — «Kristiina ja minä» (5 место, 276 баллов)
8. Сейя Пеккала — «Marraskuu» (4 место, 279 баллов)

Изначально первое место (соответственно, и возможность представлять свою страну) получила Ирмели Мякела, однако по неизвестным причинам она (и занявший второе место Лассе Мортенсон) отказались выступать на Евровидении, и эта возможность перешла в руки Лайлы Халме. Как показали дальнейшие события, этот выбор был несколько опрометчивым.

## Выступление
Композиция «Muistojeni laulu» (рус. Песня моих воспоминаний) была исполнена в ночь 23 февраля под седьмым номером, после представителя от Италии и перед представителями Дании (впоследствии ставшими победителями). Не набрав ни одного балла, вместе с участниками от Швеции, Нидерландов и Норвегии, Лайла Халме заняла последнее место. Это был первый раз за историю участия Финляндии на Евровидении, когда эта страна занимала последнее место (всего — девять раз).

## Голосование
Финляндия не получила от жюри стран-участниц ни одного балла. Финское жюри отдало все пять баллов представителям Дании.